# Београд у 19. веку
Београд у 19. веку пролази кроз драстичне промене у сваком погледу. Током овог периода може се пратити трансформација града у коме на самом почетку влада потпуно безвлашће и анархија дахија у периоду османске управе и сукоба за време Српских устанака, све до европеизације и велике урбанизације града током друге половине 19. века захваљујући успешној борби Срба и ослобођењу Београда, као и признању независности Србије на Берлинском конгресу 1878. године. Све ово је имало велике утицаје на урбано ширење и мењање града, као и на развитак његове економије и културног живота.

## Историјски преглед

### Период османске управе и српски устанци
Период 19. века је веома значајних промена које су имале велики утицај по српски народ и на Београд. На самом почетку овог века, Београд је био под управом Османског царства. Одлука османског султана Селима III да након Свиштовског мира 4. августа 1791. којим је завршен последњи аустријско-турски рат, да јањичарима забрани приступ Београдском пашалуку, изазван је револт код јањичара. Њихов отпор је олакшала и самовоља Османа Пазваноглуа, турског војног заповедника и управника Видинског пашалука, пореклом из Босне. Убрзо, 1798. године, Наполеон Бонапарта покреће војну експедицију на Египат, што је натерало Високу порту да повуче редовну војску са Балкана. Додатно, исте године је донесена одлука да је јањичарима дозвољено да се врате у Београдски пашалук.
Након повратка јањичара у Београдски пашалук, убрзо су се истакла четворица јањичара који ће бити познати као дахије: Аганлија, Кучук-Алија, Мула Јусуф и Мехмед-Ага Фочић. Они су 1801. године убили тадашњег београдског везира Хаџи-Мустафа пашу, иначе наклоњеног Србима, и започели независну управу од централних власти. У то време, у читавом Београдском пашалуку, високо су подигли намете и увели читлучење. Све то, уз терор и насиље које је кулминирало Сечом кнезова када је убијено 72 тадашњих српских великаша, изазвало је српски народ да се побуни против њихове власти. Након збора у Орашцу 1804. године, избила је буна на дахије, што је довело до избијања Првог српског устанка под вођством Карађорђа Петровића.

#### Буна на дахије
Централне власти су тада подржале борбу српског народа против дахија, и послале Бећир-пашу да убије дахије и заведе ред у граду. Током буне на дахије, вођен је велики број борби од којих је по Београд најзначајнија борба за ослобођење града. После састанка у Земуну, устаничке вође су током 1804. године низом победа којим су ослобођени Пожаревац и Смедерево, те и оних у околини града и спајањем устаничких војсци, успели да зузе опсадну линију око Београда. Убрзо након тога, Бећир-паша успева да изолује дахије на дунавском острву Ада Кале, и ду покушају да смири побуњене Србе, оставља их њима да их убију, што су Срби и учинили. Поред тога, паша је поставио 20 српских кнезова и дао им градове на управу и почео преговоре са српским устаницима, који су се завршили неуспешно, јер је жеља устанака била да се успостави самостална српска држава под заштитом Русије, а нудили су Османлијама да у даље плаћају данак султану.

#### Устаничке борбе и Београд
Након тога, 27. јула 1804. године, српски устаници пишу молбу руском цару, као заштитнику православаца, да затраже помоћ у даљем току устанка, у виду наоружања, муниције, новца и војних стручњака. Примивши ове молбе, руски цар је 28. новембра 1804. наредио да се издвоји 5.000 дуката за устанике у Србији и послао писмо руском посланику у Цариграду са упутством о томе како да утиче на Порту. Са друге стране, султан решио да преговорима умири Србе, те је замолио влашког и молдавског кнеза да, као хришћани посредују између Порте и устаника, што су они и учинили. Устаници су одговорили да су и даље верни султану, али су затражили да Алија Гушанац буде уклоњен из Београда, као и да односе утврђене преговорима са Бећир-пашом гарантује једна страна сила. Султан је одбио предлоге Срба, а они су одбили султанов захтев да распусте оружане одреде. Карађорђе је, ипак послушао савете Бећир-паше и других посредника да буде толерантнији према Порти, те је смањио устаничке снаге око Београда, али, Порта је априла 1805. наредила нишком Хафиз-паши, који је постављен за новог београдског везира, да почне да скупља војску и угуши буну. Превентивно, Карађорђе је још у марту 1805. један део устаничке војске од Београда померио ка Западној Морави ради заузимања Карановца, Трстеника, Пожеге и Ужица, а други део према Великој Морави ради одбране у случају да Османлије крену тим правцем. Османлије су, изреволтиране,започеле оружане сукобе са устаницима. Српски устаници су током 1805. и 1806. године, у многим биткама попут оних за Иванковац, Параћин, као и одлучујућих битки на Мишару и Делиграду, извојевали велике победе над Османлијама.
Охрабрени овим успесима, устаници су у офанзиви ослободили и остале делове Београдског пашалука, што је довело да се у септембру 1806. године закључи мир између изасланика Срба Петра Ичка и Порте. Ипак, због непостојања писаног документа, већ усмених обећања, као и због почетка сукоба Русије и Османске империје, и руским заузимањем Будимпеште, Карађорђе је започео опсаду Београда и до 27. децембра 1806. године ослободио готово цео град, укључујући и тврђаву. Тог дана је Београд напустио и последњих представник османске власти града, Сулејман паша.
Током 1807. године долази до збацивања кнежева Влашке и Молдавије које су биле под руским протекторатом. Ипак, Срби одбијају да се ставе на страну Османлија и настављају борбе за ослобођење осталих градова, те је убрзо ослобођен читав Београдски пашалук. Ипак, због пораза у бици на Чегру, немогућности да се Карађорђевој војсци придруже и црногорски Срби под вођством владике Петра I Петровића Његоша, као и велике офанзиве Османлија ка Београду током августа 1809. године, кренуо је велики талас избеглица преко Дунава, а Карађорђе је затражио помоћ Хабзбурга и Наполеона, али без икаквог успеха.
За разлику од претходних пута, 1810. године када су Руси поново дошли у Србију, устаницима је стигла помоћ у виду муниције и обуке, као и материјала. Ипак, због све вероватније инвазије Наполеона на Русију, Русија је била приморана да се повуче из рата чиме су устаници остали сами у борби против османске војске. Врло брзо је уследио огроман напад османлија са готово четвртину милиона војника на далеко малобројније устанике. Тиме је 7. октобра 1813. године сломљен отпор устаника, а османлије ушле у Београд, где су успоставили управу исту као и пре устанка, док су устаници били приморани да се повуку северно од Дунава у Аустрију.
Ипак, након Хаџи Проданове Буне из 1810. године, избија и Други српски устанак у периоду од 1815. до 1817. године, у коме су Срби успели да извојују победу и формирају аутономну кнежевину Србију. У Београду су организовани различити органи власти, као Народна канцеларија, Београдски суд или "Магистрат", варошки кнез и кметови, полиција, обшчество.
Након тога, у Београду је 1830. прочитан Султанов хатишериф о аутономији Србије, и од тада почиње благи привредни, урбани и културни успон града. Србија је 1839. добила Закон о општинама, које су први пут биле самоуправне - прва општинска управа у Београду је изабрана у августу или септембру 1839. Први управитељ вароши био је Илија Чарапић.

### Потпуно ослобођење Београда
Ипак, присуство турске војске у тврђави спутавало је даљи развој Београда. У јуну 1862. године, један турски жандарм је тешко повредио српског дечака на Чукур чесми, што је резултирало окршајем између српских жандарма и турских војника. Овај догађај је познат као инцидент на чукур чесми, и након њега су уследили жестоки окршаји Срба и Османлија, који су се завршили примирјем. Ипак, незадовољни одредбама примирја, Османлије су вршиле притисак на њиховог заповедника града, Али-пашу, што је кулминирало артиљеријским бомбардовањем Београда од стране Османлија 1862. године, када је убијено и повређено већи број људи и чиме је граду учињена велика материјална штета.
Ово је натерало велике силе, у циљу спречавања даље ескалације сукоба, да сазову низ конференција поводом тог питања. Оне су на крају резултирале да 1867. године Османлије напусте, након осталих градова, и последња четири града у тадашњој Србији - Београд, Смедерево, Кладово и Шабац. Султанов хатишериф везан за ову одлуку је прочитан 6. априла 1867. и Риза-паша је тада предао кључеве београдске тврђаве кнезу Михаилу, те су последње османске трупе коначно напустиле Београд.
На почетку српско-турског рата 1876, захваљујући успешним борбама Срба, са тврђаве је коначно скинута и застава Османске империје. На крају, на Берлинском конгресу 1878. призната независност Србије, а 1882. Србија постаје краљевина. Београд је проглашен за њеном престоницом, и након тог периода коначно креће привредни, урбани и културни успон града, без спутавања од стране Османлија.

## Урбани развој

### Уопштено
Урбани развој града током 19. века, уско је пратио историјска дешавања, али је био условљен и чињеницом да су Сава и Дунав биле граница између два царстава - Аустријског и Османског.
Због директне османске управе, терора дахија, као и великих сукоба који су уследили након тога, на почетку 19. века није било никаквог значајног развоја града. Тада је град био мала неуређена варош са кривудавим и уским улицама, подељен на горњи и доњи део у виду пристаништа. Град је био опасан Шанцем и палисадама, а некадашња линија Шанца је делимично очувана у изломљеним трасама Обилићевог, Топличиног и Косанчићевог венца, док је према Дунаву ишла према Скадарској улици. Ипак, путописац Ото Дубислав Пирха бележи да се види велика разлика између турског дела на дунавској падини, који чини Дорћол, и српског дела који је почео да се развија око Варош капије и данашње Саборне цркве.
Након 1830. године Београд почиње делимично да се развија. Овом развитку града је допринела највише кнез Милошева намера да по одласку Османлија што више насели и оснажи. Кнез Милош Обреновић је 1834. године јасно изложио свој политички и урбанистички програм о стварању новог Београда, као главног града Србије, те је започео оснивање новог дела града ван Шанца, односно тврђаве коју су држале Османлије. Тиме, град почиње да се развија ка падинама према Сави, ван историјског језгра. Кнез Милош је тада ангажовао познатог инжењера Франца Јанкеа из Беча, иначе словачког порекла, да помогне даљем развоју града. Франц Јанке успева да оствари задатак оснивања новог Београда на Врачару, упркос проблемима које је имао поводом успостављања оријентације правоугаоне мреже новог града. Свиме овиме, формирана је структура која је окружила данашњи Савски амфитеатар.
До почетка најзначајнијег раста долази тек након споразума 1862. године, када су османске трупе напустиле Београд. У том периоду долази до нагле трансформације града путем озбиљнијих урбанистичких планова чији је циљ био да промене његов, до тада оријентално-отомански изглед у изглед модерних европских градова. Емилијан Јосимовић, први српски урбаниста, инжењер и професор Лицеја и Велике Школе, је 1867. године дао темеље оваквог планирања Београда, у духу европског стила, својим регулационим планом. Израдио је пројекат реконструкције вароши у самом некадашњем турском делу, односно Шанцу, и тиме трансформисао градски пејзаж од оријенталног османског у европски град. Додатни подстрек му је давала и тадашња политичка подршка и жеља да се одбаци све што је асоцирало на Османску империју. Тиме је овај план дао прве идеолошке основе српском урбанизму.
Осим тога, Јосимовић је уочио и значај Дунава као магистрале, те је изложио идеју изградње кеја поред Дунава, чиме је град почео да добија све више на значају као град на магистрали две реке - Саве и Дунава. Надаље, 1870. године, Калемегдан је по плану Јосимовића, као некадашњи град, преуређен у парк, по угледу на естетику енглеских паркова, а и убрзо и према пројекту Милана Капетановића.
Зарад решавања проблема илегалне градње, што је довело до тога да је један део зграда био изграђен на непрописан начин, 1896. године је у Београду на снагу ступио Закон о изградњи. Спровођење тог закона је почело да утиче на смањење илегалне изградње.
Због свега овога, крајем 19. века, град је претрпео изузетно велике промене којима је модернизован, значајно проширен и чиме су знатно побољшани животни услови. Са друге стране, урбанистички планови из друге половине 19. века су поставили темеље развоју града и у следећем веку.

### Институције Београда током 19. века
Још 1817. године, град Београд постаје престоница Кнежевине Србије, сем у периоду 1818. до 1841. године, када је Крагујевац био главни град. Одлуку да се престоница из Крагујевца премести у Београд, донео је кнез Михаило Обреновић, а стицањем независности Берлинским конгресом 1878. године и настанком Краљевине Србије 1882, Београд је постао њен кључни град.
Београдска општина је основана 1839. године као општина прве класе. Све до 1841. године, функцију председника општине и управника целе вароши, обављала је једна личност, а свечане сале данашње Скупштине града Београда смештене су у згради Старог двора Обреновића. Београд је до 1860. године био подељен на 6 квартова. Ти квартови су врачарски, варошки, дорћолски, теразијски, палилулски и савамалски.
На самом почетку 19. века, током Првог српског устанка, 1805. године је организовање судства у Београду започето оснивањем Совјета. Недуго затим, 1811. године, формиран је Народни или Велики суд, а Турским уставом из 1838. године су постављени темељи правном поретку те су успостављени примителни, првостепени и апелациони суд. Када је Београд постао престоница 1841. године, формирана је и месна полицијска област.

### Саобраћај
Урбани развој града током 19. века је био тесно спрегнут са развојем саобраћајне инфраструктуре. Захваљујући модерним урбанистичким плановима, Београд је почео да добија широке правоугаоне улице, што је довело до даљег урбаног развоја града. Потреба за развијањем транспортних система, довела је до развоја железничког саобраћаја, што је кулминирало 1884. године изградњом Железничка станица, као и Железнички мост на Сави. Завршетком Железничке станице, Немањина улица постаје једна од главних градских улица, а то име добија 1896. године.
Укључивање Београда у системе железничких друмова, као и развој друмског и речног саобраћаја, значајно је допринео развоју привреде града.
На основу Јосимовићевог регулационог плана из 1867. године, пројектована је и Кнез Михаилова улица као најкраћа веза између Тврђаве и Вароши. Период када је она трасирана, између 1867. и 1880. године, означио је дефинитивно напуштање стихијског развоја Београда и улазак у вишу етапу урбанизације града. Паралелно изградњом улице, трговци и други богаташи су почели да отварају радње у њој, што је улици дало њен познати трговачки карактер.

## Привреда
Због стицања самосталности и планског урбанистичког развоја града, мање након 1830, а далеко више током друге половине 19. века, Београд добија све већи развој привреде.
Прва фабрика, односно мала Карађорђева тополивница, је радила већ за време Првог српског устанка, док су државна кожара и пивара отворене 1838. и 1839. године. Ово даље повлачи индустријски развој града, па су 1842. године у Београду отворене металопрерађивачка фабрика, а 1848.и 1850. године и фабрике свећа и сапуна, парни млин, те у годинама након тога и фабрика чоје, жижица, цемента, као и прва фабрика дувана из 1889. године. Захваљујући планском развоју града, пред сам крај 19. века, индустријска производња се додатно развија па су отворене фабрике пића 1890. године, а након тога и фабрике боја, кланица из 1899. године и на крају прва српска фабрика шећера из 1900. године.
Осим планског развијања града и саобраћаја, привредни раст је омогућен и развојем инфраструктуре, попут увођења електричних инсталација на крају 19. века, као и пуштање у рад прве водоводне мреже 1892. године, те и увођењем електричног осветљења и трамваја 1893. и 1894. године. Претходно се снабдевање водом вршило преко четрнаест јавних чесми.
Ипак, и поред овог наглог раста индустрије, Београд на самом крају 20. века још увек није успео да се развије у велики индустријски центар.

## Култура и наука

### Уопштено о култури Београда током 19. века
Захваљујући српским устанцима, а касније и потпуном ослобађању од османске власти, током 19. века, започет је културни и привредни препород града. Након Другог српског устанка, Београд је почео да све више постаје значајно културно седиште. У то време, подигнут је велики број значајних објеката и задужбина.
Културни успон Београда посебно добија на замаху након Берлинског конгреса. Тада многобројне београдске занатлије и трговци постају покретачка снага привредног раста и остављају за собом велики број здања. Формиран је велики број удружења, попут Београдских госпођа и Друштва београдских жена лекара.

### Значајни објекти и задужбине
Године 1808. се оснива Велика школа, под називом Лицеј. Од 1838. године, она се налазила у Крагујевцу, али крајем 1841. године, враћена је у Београд. Већ следеће године се оснива Прва мушка гимназија. Касније, 1863. године, капетан Миша Анастасијевић је сазидао зграду и поклонио је својој отаџбини и од тада је у њој смештен Лицеј који је променио назив у Велику школу - Академију. Данас та зграда представља зграду Ректората Београдског универзитета.
Прва штампарија, након Београдске штампарије из 16. века, основана је 1831. године, у Београду и представља Прву државну штампарију у Србији. Ипак, 1835. године је премештена из Београда у Крагујевац.
Идеја да Београд добије народно позориште је постајала била све популарнија након 1842. године. Град Београд добија 1868. године и своје Народно позориште. За адаптацију првобитног простора био је задужен архитекта Александар Бугарски. Након гостовања Српског народног позоришта из Новог Сада у Београду, одушевљени кнез Михаило Обреновић доноси историјску одлуку о изградњи новог и сталног здања београдског театра. Тиме је изграђена садашња зграду на месту некадашње Стамбол капије је померено годину дана касније.
Године 1844, Београд добија и Народни музеј који представља најстарију музејску установу у Србији. Основан је под именом Музеум сербски, а у његовоме саставу су и Галерија фресака, Вуков и Доситејев музеј и Спомен-музеј Надежде и Растка Петровића.
Осим објеката из области образовања и културе, подизани су и други објекти. Иако је акт о подизању прве Варошке болнице донет 1840. године, она је тек 1868. године почела са радом. То је довело до оснивања Српског лекарског друштва 1872. године, а 1876. године и Друштва црвеног крста.
Један од најпознатијих споменика у Београду, Споменик кнезу Михаилу, подигнут је 1882. године и налази се на Тргу републике. Посвећен је кнезу Михаилу Обреновићу.
Године 1889, подигнута је једна од најзначајнијих задужбина у Београду, а то је Зграда задужбине Николе Спасића у Београду. Подигнута је као репрезентативна стамбено-трговачка зграда на два спрата.

Најзначајнија културно-научна институција Србије, Српска академија наука и уметности, установљена је законом од 1. новембра 1886. године, а њена зграда у Београду је формирана тек 1924. године.
- Задужбина Илије Коларца
- Задужбина капетан Мише Анастасијевића
- Задужбина Душана Грујића
- Задужбина Ђоке Влајковића
- Задужбина Евгеније Кики
- Задужбина Евгеније Кики
- Задужбина Веселина Лучића
- Задужбина Влајка Каленића
- Задужбина Персе и Ристе Миленковић
- Задужбина Николе Спасића
- Задужбина Николе Спасића
- Задужбина Драгољуба Маринковића
- Задужбина Симе Андрејевића Игуманова
- Задужбина Луке Ћеловића и Миливоја Јовановића
- Задужбина Голуба Јанића и Самуила Јанића - данас хотел „Балкан"
- Задужбина Јанића (детаљ)
- Задужбина Драгице и Михаила Срећковића, данас општина Палилула
- Задужбина Димитрија и Анке Наумовић
- Зграда Народне банке Србије у Улици краља Петра
- Дом Вукове задужбине
- Управа града Београда
- Театар на Ђумруку
- Велика пивара - Светоандрејска скупштина
- Кафана Дарданели
- Стари конак
- Стара црква Светог Марка у Београду
- Кафана Албанија
- Музеј Вука и Доситеја
- Возарев крст
- Вазнесењска црква у Београду

### Религијски објекти
Осим световних, подизане су и многе религијске грађевине. Између 1832. и 1834. године, подигнута је прва новија црква у Београду, односно православна црква Св. Петра и Павла у Топчидеру и представља задужбину кнеза Милоша Обреновића који је и њен ктитор. У непосредној близини, подигнут је и Милошев конак, као и Црквени конак у Топчидеру. 
Недуго затим, 1845. године, завршена је Саборна црква Светог арханђела Михаила у Београду. Црква је подигнута на темељима старе цркве, храма Светих Архистратига, која се спомиње још у време аустријске владавине Београдом у периоду од 1717. до 1739. године. Црква спада међу највеће црквене грађевине подигнуте у Кнежевини Србији.
Док је био у Београду, године 1879, један од најпознатијих представника Срба католичке вере из Дубровника Матија Бан, први износи идеју подизања цркве Светог Саве на Врачару. Касније, 1895. године, три стотине година након спаљивања моштију светог Саве, у Београду је основано Друштво за подизање храма светог Саве на Врачару, чији је циљ био да се на месту спаљивања моштију подигне храм.

### Познате личности
Београд 19. века обележиле су многе значајне личности за српску историју. Осим устаника и владара Кнежевине и Краљевине Србије, истакли су се и многи добротвори и задужбинари, као и научници и уметници.
Међу задужбинарима, може се истаћи Миша Анастасијевић, велики трговац, богаташ, српски родољуб, учитељ и добротвор који је подигао споменуто Капетан Мишино здање 1863. због којег се сматрао највећим српским добротвором. Затим Илија Коларац, такође велики трговац и задужбинар родом из Смедерева, који је Београду оставио Задужбину Илије Коларца. Исто тако се могу истаћи и Никола Спасић, српски велетрговац који је оставио велики број задужбина, Драгољуб Маринковић, Сима Андрејевић Игуманов, Перса и Риста Миленковић, Влајко Каленић, Лука Ћеловић Требињац и многи други.
Међу београдским научници из 19. века чија су дела имала огроман утицај на српску науку, могу се истаћи познати математичар Михаило Петровић Алас, физичар Ђорђе Станојевић, астроном и климатолог Милутин Миланковић, ботаничар и први председник Српске краљевске академије Јосиф Панчић и други.
Међу писцима, драматурзима и културним радницима, могу се навести Доситеј Обрадовић, који је био оснивач и професор Велике школе, Бранислав Нушић који је своја дела почео да ствара крајем 19. века, Петар Кочић родом из Бања Луке и многе друге значајне личности.

### Београдске кафане и механе
Током 19. века, а нарочито у другој половини, у Београду је отворен велики број кафана и механа које су постале једне од његових обележја, као и значајне институције. У њима је одржан први сајам књига из 1893. године, а ту су приказани и први филмови, као и позоришне представе, опере и други значајни културни догађаји. По попису из 1826. и 1827. године, у Београду је постојала кафана Паје Кантарџије, Хећим Томе и Зисина, а касније је отворена и Гушанчева кафана код Калемегдана. Године 1821. је отворен механски еснаф, а 1871. године се формира Прво српско пиварско акционарско друштво. Прва пивара у Београду се отвара 1840. године и то је Кнежева пивара (у исто време је постојала и Вајхаплова пивара, која је убрзо засењена). А након тога, 1873. и 1884. године, почињу са радом и Вајфертова и Бајлонијева пивара. Кафане су биле, не само место на коме су се људи окупљали зарад јела и пића, већ су у Београду 19. века, а након тога и прве половине 20. века, постале и значајна друштвена места, на коме су се окупљала и формирала разна удружења, али склапали и разни уносни послови, те договорене и многе значајне политичке одлуке. Тако се знало да се у кафани Барајево окупљају чланови демократске странке, док су министри Цветковићеве владе одлазили у Мадеру.
Најстарија сачувана београдска кафана је Кафана ?. Зграда у којој се налази је основана, по налогу кнеза Милоша, још 1823. године подигао ју је Наум Ичко, безрђанбаша, трговачки конзул и син Петра Ичка, охридског трговца цинцарског порекла и једног од главних организатора Првог српског устанка, те и творца Ичковог мира, закљученог са Портом 1806. године. Касније, 1826. године, кнез Милош је зграду поклонио своме личном лекару Ећим-Томи Костићу, који ју је претворио у кафану. У многобројним путописима везаних за Београд из прве половине 19. века, често је спомињана Српска кафана која је била смештена у овој кући. У њу су свраћале многе познате личности културног и јавног живота, између осталих и Вук Караџић. У тој кафани се 1834. године заиграла прва партија билијара у Београду, а од исте године постала је прво читалиште Српских новина. У знак исказивања поштовања према Саборној цркви, једно време, само у овој кафани, није било дозвољено пушење.
Зграда у којој се налази Кафана ? данас има статус споменика културе.

### Мода Београда у 19. веку
Културни и економски развој града је утицао и на развој моде у Београду. Захваљујући многобројним везама које су београдски трговци имали са Аустријом, Немачком, Белгијом, Француском и другим земљама, у Београд је пристигла и најразноврснија текстилна и модна роба, али и многи странци. Ово је допринело развоју кројачког заната, који се ширио у два правца. Први је био правац усмерен ка професионалном раду и професионалним кројачима, углавном мушкарцима, који су припадали моделу еснафа. Са друге стране, жене су биле најчешће неформално обучаване, поготову у мањим срединама, па су клијентелу стицале препоруком.
Захваљујући колекцијама у музејима попут Музеја примењене уметности у Београду, данас је познато како је изгледала одећа и обућа Београђана за време 19. века. Захваљујући таквим колекцијама, могуће је пратити процес трансформације одевања грађанске класе од традиционалне оријенталне ношње, до тадашње европске моде.
Што се тиче женске градске ношње 19. века, незаобилазан део су биле папуче које су се носиле као кућна обућа. Један од карактеристичних типова женске градске кућне обуће биле су местве. Местве су дубока обућа од меке, најчешће три жуте или црне коже. Понекад су их носили и мушкарци, а преко њих се по потреби обувала обућа која је ношена ван куће. Правиле су их занатлије чизмеџије. Популарно је било и ношење богато украшених дрвених нанула са две потпетице, а везивало се, пре свега, за обичај одласка у хамам. Њих су правиле занатлије налунџије. Једна од врста женске обуће које су коришћене тада биле су терлуци, које су биле карактеристичне и за тадашњу Босну и Херцеговину. Терлуци су се правили од коже и украшавали златовезом, свилом или сомотом. У зависности од имовинског стања породице жене и њиховог богатства, зависило је и богатство украса на терлуцима. Такође, чести су били и везови за папуче, од којих су обућари и папуџије правили обућу за кућу. Њих су везивале жене у кућној радиности, а набављале су се и на цариградским базарима, и у европским робним кућама. Од средине 19. века, потпетице које су до тада биле готово нестале, поново су почеле да се враћају у моду. Осамдесетих година 19. века, потпетица типа Луј улази у моду и носи се све до 1925. године.